# Quảng Sơn, Ninh Sơn
Quảng Sơn là một xã thuộc huyện Ninh Sơn, tỉnh Ninh Thuận, Việt Nam.
Xã Quảng Sơn nằm ở trung tâm huyện Ninh Sơn, có vị trí địa lý:
- Phía đông giáp xã Mỹ Sơn và huyện Bác Ái
- Phía tây giáp tỉnh Lâm Đồng
- Phía nam giáp xã Hòa Sơn
- Phía bắc giáp thị trấn Tân Sơn và các xã Lâm Sơn, Lương Sơn.

Xã có diện tích 81,27 km², dân số năm 2019 là 13.244 người, mật độ dân số đạt 163 người/km².
Trên địa bàn xã có quốc lộ 27 đi qua.